# Scritobini

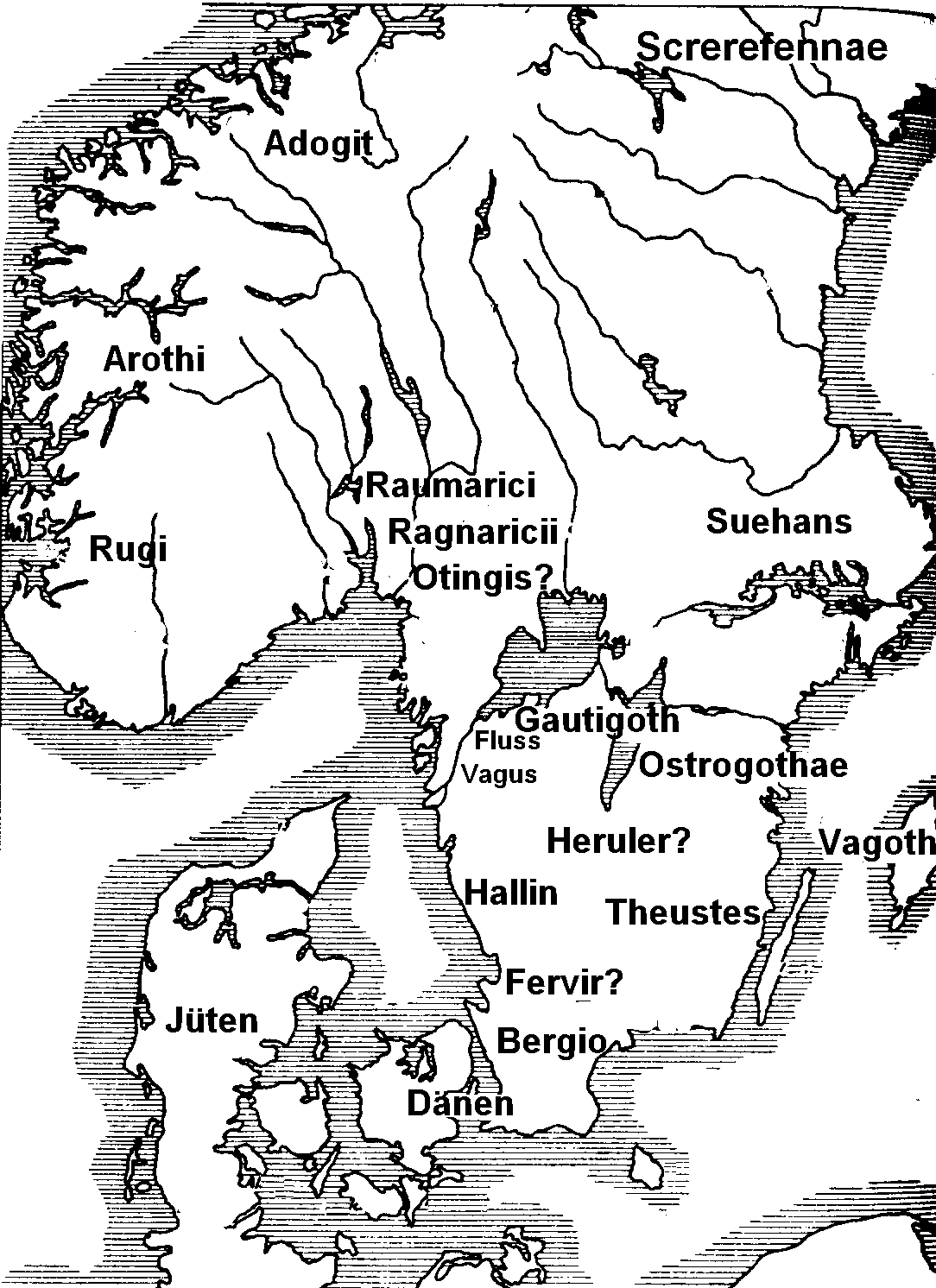
Mappa della antica Scandinavia con popolazioni

Gli Scritobini fu un antico popolo scandinavo . Erano imparentati con i finlandesi o, più probabilmente, con i lapponi. Sono stati citati con varie denominazioni (Scritovinni, Scritowini, Scritofinni, Scrithifinni, Crefennae, Screrefennae, ecc.) Da diversi autori dell'Alto Medioevo , tra cui Giordane, Procopio di Cesarea e Paolo Diacono. Quest'ultimo descrive gli Scritobini nel seguente modo:
Paolo Diacono, Historia Langobardorum
Tre secoli prima Giordane li descrive così:
Giordane, De origine actibusque Getarum
Secondo Procopio di Cesarea, gli Scritobini abitavano l'isola di Thule e descrisse questo popolo barbaro in questi termini:
Procopio di Cesarea, Storia della guerra gotica

## Fonti primarie
- Paolo Diaconore, Historia Langobardorum, Libro I, V.
- Giordane, De origine actibusque Getarum, III.
- Procopio di Cesarea, Storia della guerra gotica, Libro II, cap. XV, 2.